# Aleksandar Abutovic
Aleksandar Abutovic (* 9. August 1965; serbisch Aleksandar Abutović) ist ein in Deutschland lebender ehemaliger Fußballspieler aus Jugoslawien.

## Leben
Nach mehreren Stationen im baden-württembergischen Amateurfußball, darunter bei den Sportfreunden Schwäbisch Hall und dem Freiburger FC, kam Abutovic 1988 zum Erstligisten 1. FC Nürnberg, bei dem er bis 1990 blieb und ein einziges Spiel in der Bundesliga bestritt; am 13. September 1988 bei der 0:4-Niederlage des FCN beim VfB Stuttgart. Danach spielte er bei tieferklassigen bayerischen Vereinen, darunter in der Saison 1990/91 beim damaligen Zweitligisten Schweinfurt 05, für den er 18 Spiele in der 2. Bundesliga absolvierte. 
Im Sommer 1991 wechselte er zur SpVgg Bayreuth in die Bayernliga. Abutovic überzeugte gleich in seiner ersten Saison und erzielte zwölf Tore in 31 Spielen, die Mannschaft landete jedoch nur im Mittelfeld der Tabelle. Auch in seinem zweiten Jahr war er mit neun Treffern bester Schütze der Oberfranken, die SpVgg. blieb jedoch Mittelmaß und landete weit abgeschlagen hinter Meister TSV 1860 München.
Am Ende seiner aktiven Karriere war er als Spielertrainer bei zahlreichen Amateurvereinen in Franken tätig. Ausschließlich als Trainer war er bei der SpVgg Bayreuth tätig. Neben seiner Trainertätigkeit arbeitete Abutovic als professioneller Pokerspieler.
Nach seinem letzten Engagement als Trainer bei DergahSpor Nürnberg legte Abutovic eine fußballerische Pause ein, kehrte aber im Oktober 2009 auf die Fußballbühne zurück. Beim fränkischen Bezirksoberligisten SK Lauf sollte er den drohenden Abstieg verhindern.
Anfang 2011 legte er sein Amt nieder.